# Miroslav Pavlović
Miroslav Pavlović (Požega, 23 ottobre 1942 – Belgrado, 19 gennaio 2004) è stato un calciatore jugoslavo, di ruolo difensore.

## Carriera
Debutta da professionista nel 1967 con la Stella Rossa, dove milita per sette stagioni vincendo quattro campionati della RSF di Jugoslavia e tre Coppe di Jugoslavia, oltre alla Mitropa Cup 1968.
All'inizio della stagione 1974-1975 si trasferisce in Belgio, al KFC Diest, dove rimane per due stagioni prima di chiudere la carriera negli Stati Uniti con gli San Jose Earthquakes.
Con la nazionale jugoslava vanta 46 presenze e le partecipazioni al campionato d'Europa 1968, dove fu finalista, e al campionato del mondo 1974.

## Palmarès

### Club
- Campionato jugoslavo: 4

Stella Rossa: 1967-1968, 1968-1969, 1969-1970, 1972-1973
- Coppa di Jugoslavia: 3

Stella Rossa: 1968, 1970, 1971
- Coppa Mitropa: 1

Stella Rossa: 1968